# Forum Appii
Forum Appii fu un piccolo centro sorto in epoca romana come tappa e luogo di sosta sul tracciato della via Appia, a 43 miglia da Roma.

## Sito archeologico
Presso questa località la via Appia entrava nelle paludi pontine e dal porto fluviale qui collocato si dipartiva un canale navigabile lungo 19 miglia e affiancato al terrapieno stradale, attraverso il quale in epoca augustea si poteva proseguire il viaggio fino a Terracina sfruttando imbarcazioni trainate da muli percorrenti la sede stradale, come viene ben descritto da Strabone nel Primo Libro della sua Geografia ed anche nella Satira Quinta del poeta latino Orazio. Citato anche nella "Naturalis Historia" di Plinio il Vecchio (14.8.61), in cui parla del vino "Setino", proveniente dalle pendici delle montagne sopra Forum Appii. Nel 61 d.C. San Paolo nel suo viaggio verso Roma vi incontrò alcuni cristiani venutigli incontro dalla capitale, come viene riportato negli Atti degli Apostoli (28.14-15).
Abbandonato nel medioevo, come tutto il tratto della via lungo le paludi pontine, solo dopo la bonifica degli anni 1920 e 1930, il territorio circostante fu ripopolato, e fu fondato ed edificato in parziale sovrapposizione con l'area del villaggio romano, il centro di Borgo Faiti.
Di Forum Appii rimangono oggi pochissimi resti: tracce di edifici minori di cui si conserva solo la pianta, purtroppo in stato di abbandono, tratti di muratura in opus incertum, alcune lapidi commemorative e numerosi frammenti di materiali da costruzione o decorativi. Delle opere stradali restano alcuni tratti di basolato (diverticoli della via Appia), alcuni cippi miliari e, ancora in opera (tuttora percorso da una delle carreggiate dell'attuale statale), un ponte romano a sesto ribassato che scavalca il fiume Cavata, parzialmente restaurato nel XIX secolo.
L'area di interesse archeologico è attualmente suddivisa tra i comuni di Latina e di Sezze.  